# Chicago Heights
Chicago Heights – miasto w Stanach Zjednoczonych, w stanie Illinois, w hrabstwie Cook.

## Demografia
W 2000 liczyło 31 373 mieszkańców. W 2023 liczba mieszkańców spadła do 26 184 osób, a gęstość zaludnienia poniżej 1056 osób/km².